# Vestec
Vestec es una localidad situada en el distrito de Náchod, en la región de Hradec Králové, República Checa. Tiene una población estimada, a principios del año 2022, de 183 habitantes.
Está ubicada al norte de la región, cerca de la frontera con Polonia y de los montes Mesa (Sudetes centrales).